# Врбник (Албанија)
Врбник (алб. Verniku) је насељено место у општини Девол у округу Корча, Албанија. Према попису из 1989. године било је 365 становника. Врбник представља најисточнију тачку Албаније, непосредно уз границу са Грчком.
Према бугарском географу и историчару, Василу Канчову, у Врбнику је 1900. године живело 600 Словена хришћана.